# Podomyrma omniparens
Podomyrma omniparens é uma espécie de formiga do gênero Podomyrma, pertencente à subfamília Myrmicinae.